# Night Hunter
Night Hunter —titulada El juego del asesino en España y En el juego del asesino en Hispanoamérica— es una película de suspenso y acción canadiense del 2018, escrita y dirigida por David Raymond. Los protagonistas son Henry Cavill, Ben Kingsley, Alexandra Daddario y Stanley Tucci, con Brendan Fletcher, Minka Kelly y Nathan Fillion en papeles secundarios. La película se estrenó en el Festival de Cine de Los Ángeles el 28 de septiembre de 2018, originalmente bajo el título Nomis. Más adelante, se lanzó el 8 de agosto de 2019 en DirecTV por video bajo demanda y tuvo un estreno en cines el 6 de septiembre de 2019, distribuida por Saban Films.

## Sinopsis
Cuando el cuerpo de una joven es encontrado en un camión maderero en Minnesota, el detective Walter Marshall sospecha que la víctima saltó para escapar de su captor. Un avance inesperado en el caso ocurre cuando el exjuez Michael Cooper, en un operativo de justiciero para capturar a un depredador infantil, provoca inadvertidamente el secuestro de su protegida, Lara. A través de un rastreador en los aretes de Lara, Marshall la encuentra junto a otras mujeres cautivas en una mansión propiedad de Simon Stulls, un hombre que parece tener una discapacidad mental. Simon es arrestado, y la policía trata de determinar si es responsable de los secuestros. Durante la investigación de su pasado, descubren que Simon es fruto de una violación y que su madre intentó suicidarse antes de darlo a luz. Marshall le informa a Cooper que lamenta lo que le sucedió a su familia.
Mientras Simon está bajo custodia, la policía se convierte en blanco de otro atacante. El técnico Matthew Quinn es asesinado en una explosión de coche, y su compañero, Glasow, se ve obligado a liberar a Simon cuando la vida de su hija recién nacida es amenazada. La policía logra capturar a Simon nuevamente después de que este mata a su padre, justo cuando Cooper descubre que Lara ha desaparecido. Creyendo que Simon es el culpable, Cooper embosca el transporte policial, pero se sorprende al ver a otro hombre que se parece exactamente a Simon. Es entonces cuando se revela que Simon es, de hecho, uno de un par de gemelos idénticos, siendo su hermano gemelo, Nomis, el verdadero responsable de los secuestros, mientras que Simon tiene discapacidades cognitivas. Los gemelos asesinan a Cooper y secuestran a la perfiladora policial Rachel Chase antes de escapar.
Usando un rastreador que Simon dejó en la estación de policía, un equipo liderado por Marshall localiza a los gemelos cerca de un lago helado donde tienen retenidas a Rachel y Lara. Lara logra escapar, y Marshall toma a Simon como rehén para convencer a Nomis de liberar a Rachel. Tras liberar a Rachel, Marshall le ordena a Simon que abrace a su hermano. Simon lo hace, lo que provoca que ambos hermanos caigan en el hielo y se ahoguen.
Después, Lara lee una carta de Cooper agradeciéndole por todo lo que ha hecho. Marshall visita a su hija Faye acompañado de Rachel, lo que implica que Marshall y Rachel han comenzado una relación.

## Elenco
- Henry Cavill como Walter Marshall, un detective que persigue a un asesino en serie.

- Ben Kingsley como Michael Cooper, un justiciero que utiliza a Lara como cebo para atrapar al asesino en serie.

- Alexandra Daddario como Rachel Chase, una psicóloga que trabaja junto a Marshall.

- Stanley Tucci como el comisionado Harper, el jefe de Marshall.

- Brendan Fletcher como Simon Stulls / Nomis Stulls, el gemelo de Simon.

- Minka Kelly como Angie, la exesposa de Marshall y madre de Faye.

- Nathan Fillion como Matthew Quinn, compañero de trabajo de Marshall.

- Mpho Koaho como Glasow, compañero de trabajo de Marshall.

- Emma Tremblay como Faye, la hija adolescente de Marshall.

- Eliana Jones como Lara, la hija adoptiva de Cooper.

- Daniela Lavender como Dickerman, una detective que trabaja con Marshall.

- Beverly Noukwu como Biggs.

- Dylan Penn como Sophia.

- Carlyn Burchell como Amy Stulls, la madre de Simon.

## Producción
Fortitude International presentó la película a los compradores en el Festival Internacional de Cine de Berlín. David Raymond escribió y dirigió la película, y también fue productor junto con Robert Ogden Barnum de Fortitude, Chris Pettit de Arise Pictures y Jeff Beesley de Buffalo Gals. Rick Dugdale también fue productor, mientras que Nadine De Barros de Fortitude fue productora ejecutiva.

### Casting
Henry Cavill, Ben Kingsley y Alexandra Daddario fueron anunciados como protagonistas el 10 de febrero de 2017. Minka Kelly, Stanley Tucci, Nathan Fillion y Brendan Fletcher fueron confirmados el 7 de marzo de 2017, después de que el rodaje ya había comenzado.

### Rodaje
El rodaje comenzó el 25 de febrero de 2017 en Winnipeg, Manitoba y finalizó el 3 de abril de 2017.

## Recepción de la crítica
En Rotten Tomatoes, la película tiene un índice de aprobación del 14% basado en 35 reseñas, con una calificación promedio de 4/10. El consenso crítico del sitio dice: «Forzada y llena de clichés, Night Hunter desperdicia un reparto sólido en la búsqueda de emociones de acción y aventura que se niegan obstinadamente a materializarse». En Metacritic, tiene un puntaje promedio ponderado de 31 sobre 100, basado en 10 críticas, lo que indica «reseñas generalmente desfavorables».
Roger Moore de Movie Nation describió la película como «desquiciada e incoherente» y la criticó por «[tener] mucho desorden, enredos absurdos y giros increíblemente ilógicos», concluyendo que «cualquiera que fuera la coherencia que los actores vieron en el guion se perdió en el paso de la página al rodaje en el set, y del set a la sala de edición». Le dio a la película 1.5 de 4 estrellas. Justin Lowe, escribiendo para The Hollywood Reporter, describió la trama como «excesivamente complicada», y añadió que «las referencias narrativas y estilísticas a Se7en, Split, El silencio de los inocentes y otros thrillers de asesinos en serie solo logran demostrar cuán insuficiente es Nomis en comparación».